# 舒托奧里扎里市鎮

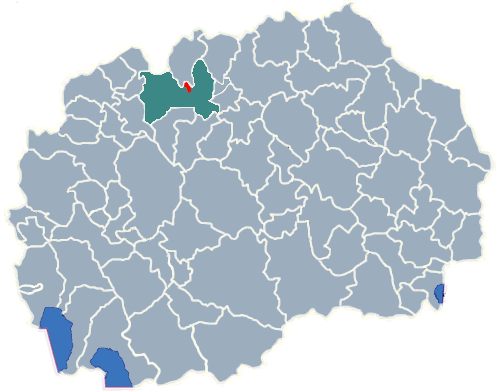
所在位置

舒托奧里扎里市鎮是北馬其頓的一個市镇，總面積7.48平方公里，2002年人口20,800，主要信奉正教會和伊斯蘭教。
該市镇南接布泰尔市镇，北臨丘切尔桑代沃市镇。

## 外部連結
- 官方网站